# Anders Andersen-Lundby

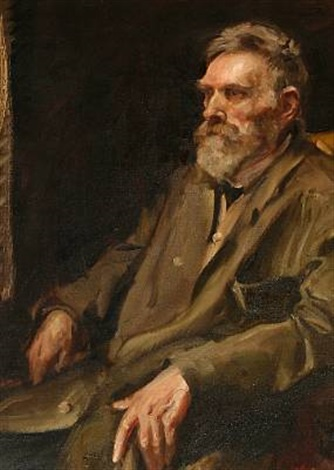
Anders Andersen-Lundby, Porträt von Oscar Wergeland

Anders Andersen-Lundby (* 16. Dezember 1841 in Lundby; † 4. Januar 1923 in München) war ein dänischer Kunstmaler, der sich vor allem auf Winterlandschaften spezialisierte.

## Leben
Anders Andersen-Lundby zog 1861 nach Kopenhagen, wo er sich autodidaktisch zum Maler ausbildete und ab 1864 in Charlottenborg ausstellte, und übersiedelte später nach München, wo seine Bilder aus der Umgebung der Stadt sich großer Beliebtheit erfreuten. Möglicherweise lehrte Andersen-Lundby an der Akademie in München. 1901 wurde mindestens eines seiner Gemälde für eine Lotterie des Münchner Kunstvereins angekauft.
In München lebte Anders Andersen-Lundby zeitweise in der Adalbertstraße 55. Bei der Ausstellung im Königlichen Glaspalast anlässlich des 90. Geburtstags des Prinzregenten Luitpold stellte er das Ölgemälde Milder Wintertag aus. Es zeigte eine Szene an der Isar. Werke Andersen-Lundbys befinden sich in Museen in Aalborg, eventuell auch in Boston, ferner in der Königlichen Galerie Kopenhagen, der Neuen Pinakothek München und in Triest. Eine Andersen-Lundby-Sammlung aus dem Besitz des Grafen Klaus von Thun und Hohenstein Veit wurde im Jahr 2005 versteigert.

## Literatur

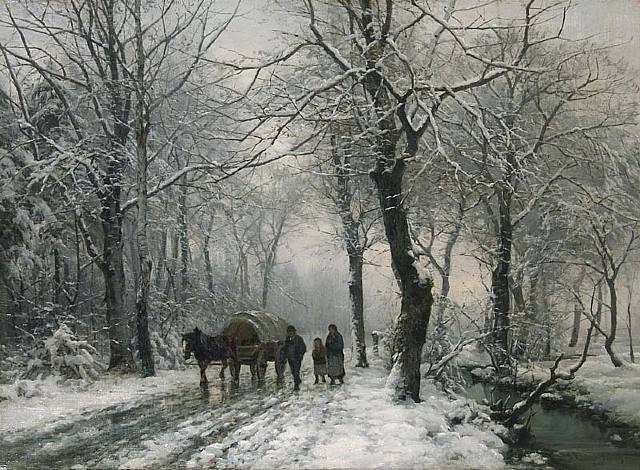
Wenn der Abend fällt, 1882